# Organisationen för ekonomiskt samarbete i Svartahavsområdet
Organisationen för ekonomiskt samarbete i Svartahavsområdet, ofta förkortat BSEC av dess engelska namn (engelska: Organization of the Black Sea Economic Cooperation), är en regional mellanstatlig organisation för stater runt Svarta havet. Organisationen bildades 1992 med syfte att fostra goda relationer, skapa fred och ekonomiskt och politiskt samarbete mellan medlemsstaterna.

## Historia
1999 bildades Organisationen för ekonomiskt samarbete i Svartahavsområdet i dess nuvarande form och fick internationellt erkännande som regional samarbetsorganisation för länderna runt Svarta havet. Bara två år tidigare hade en gemensam utvecklingsbank, Black Sea Trade and Development Bank, bildats som skulle understödja både offentliga och privatägda projekt i medlemsländerna med syfte att stärka förbindelserna länderna emellan. Fördraget som slår fast bankens internationella styrning är ett officiellt FN-dokument.
2004 gick dåvarande Serbien och Montenegro med i organisationen, trots att landet ej hade en egen kust till Svarta havet, och medlemsantalet ökade då till det nuvarande 12.

## Medlemsstater
Medlemsländerna är Albanien, Armenien, Azerbajdzjan, Bulgarien, Georgien, Grekland, Moldavien, Rumänien, Ryssland, Serbien, Turkiet och Ukraina.